# Sussex Records
Sussex Records est un label discographique américain de soul et rock, actif entre 1969 et 1975. Fondé par le producteur Clarence Avant, le label est essentiellement connu pour avoir produit le premier album de Sixto Rodriguez, Cold Fact, en 1970.

## Histoire
Sussex Records est fondé en décembre 1969 par Clarence Avant, un producteur spécialisé dans la musique afro-américaine. Son siège se situait sur Sunset Boulevard, à Los Angeles. En 1970, le label produit l'album Cold Fact de Sixto Rodriguez, qui sera un échec commercial cuisant. Après les mauvais chiffres de vente du second et en raison du caractère imprévisible de l'artiste, incapable de faire la promotion de ses disques, celui-ci est remercié en 1971.
L'artiste produit par le label ayant eu le plus de succès est Bill Withers, membre du label de 1970 à 1975, année où Sussex fait faillite pour cause d'impôts impayés. Les chansons de l'artiste sont alors rachetées par Columbia Records.

## Filiale
Une filiale de Sussex était Clarama Records. Elle est lancée par Clarence Avant en 1974,. L'un des groupes à s'inscrire rapidement sur le label était Brenda & Albert qui faisaient auparavant partie de Faith Hope and Charity

## Groupes et artistes
- Sixto Rodriguez
- Bill Withers
- Willie Bobo
- Lonette McKee
- Chuck Brown